# Jane Eyre
Jane Eyre, An Autobiography, een roman geschreven door de Engelse schrijfster Charlotte Brontë onder het pseudoniem Currer Bell, verscheen in 1847 en wordt gerekend tot de hoogtepunten van de wereldliteratuur. 
Het boek heeft 38 hoofdstukken, waarin het titelpersonage Jane Eyre als ik-verteller haar verhaal vertelt in chronologische volgorde. De "ik" verschuift regelmatig van "vertellend" naar "belevend" en richt zich soms rechtstreeks tot de lezer ("Reader, it was on Monday night ...", etc.). 

## Verhaal
De lezer die voornemens is Jane Eyre te gaan lezen wordt aangeraden deze sectie over te slaan.
Het verhaal gaat over de gouvernante Jane Eyre, die de liefde weet te winnen van haar raadselachtige werkgever Edward Rochester.

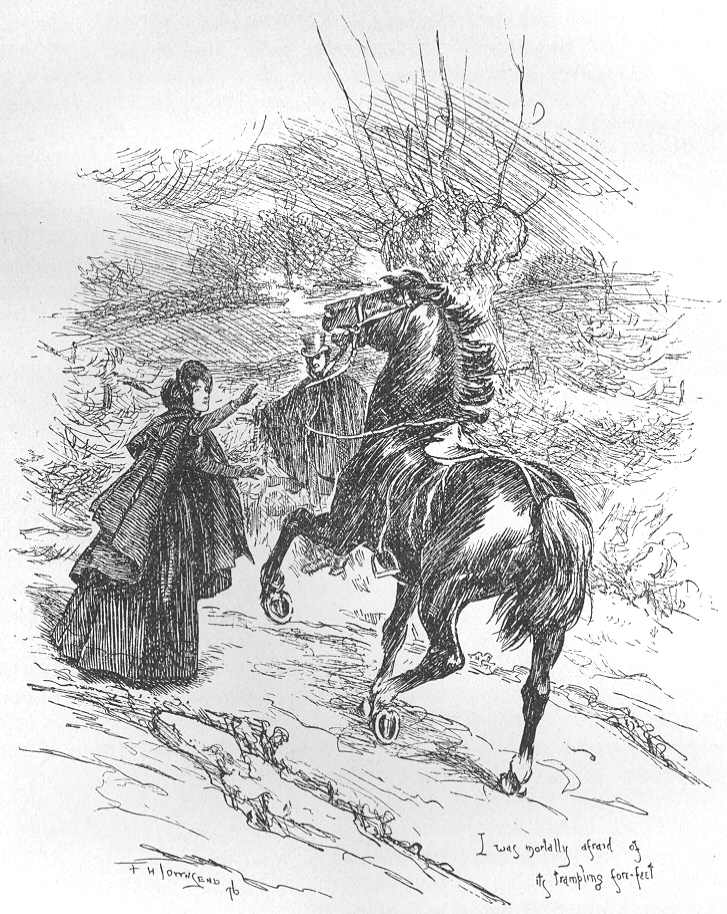
Jane Eyre probeert de teugel van Mr. Rochesters paard te pakken te krijgen: illustratie van F.H. Townsend uit de 2e druk van 1847

In het begin van het verhaal wordt het tienjarige weesmeisje Jane opgevoerd, dat bij haar liefdeloze aangetrouwde tante Mrs. Reed woont. Mrs. Reed heeft Jane opgenomen als laatste wens van haar gestorven man, de broer van Janes moeder, maar zij is Jane liever kwijt dan rijk. Na enige huiselijke strubbelingen stuurt ze Jane naar de zeer armetierige kostschool Lowood. Daar is zij getuige van de dood van vele kinderen als gevolg van een heftige tyfusepidemie, die wordt aangewakkerd door de permanente staat van ondervoeding van de meisjes. 
[Dit incident is gebaseerd op ware gebeurtenissen: twee van Charlotte Brontës zusters overleden op jeugdige leeftijd als gevolg van de barre omstandigheden op hun school (Cowan Bridge)]. 
Janes wijze, spirituele vriendinnetje Helen Burns lijdt aan tuberculose en sterft in haar bijzijn. Omdat de tyfusepidemie ophef veroorzaakt heeft, worden de omstandigheden op Lowood beter. Jane verblijft er tot haar achttiende, de laatste twee jaren als lerares.  
Na een door Jane geplaatste advertentie, verkrijgt zij een baan als gouvernante op Thornfield Hall. Haar pupil is Adèle, de beschermelinge van de hoofdbewoner Edward Fairfax Rochester en de dochter van diens vroegere geliefde, een Franse danseres genaamd Céline Varens. Deze vrouw hield er vele affaires op na. Toen Rochester hierachter kwam en zijn relatie met haar beëindigde, liet zij Adèle bij hem achter, onder het voorwendsel dat hij de vader zou zijn. Dit wordt door Rochester later, in een gesprek met Jane, openlijk betwist. Hij heeft Adèle in eerste instantie niet met zich mee naar Thornfield Hall genomen, maar liet voor het meisje zorgen in haar thuisland Frankrijk. Pas toen Adèles moeder overleed, werd zij naar Engeland gehaald en werd Jane als haar gouvernante aangesteld.
Ondanks zijn cynisch en humeurig karakter wordt Rochester tot Jane aangetrokken vanwege haar directheid en frisse blik. Als een onbekende inwoner 's nachts brand sticht in zijn kamer, wordt hij net op tijd door Jane gered. Om  haar achter haar eigen gevoelens te laten komen, nodigt hij bevriende relaties uit, waaronder de mooie Blanche Ingram. Hij maakt haar het hof terwijl hij Jane verplicht toe te kijken. Als Rochester een dag weg is voor zaken, komt er een onverwachte bezoeker met de naam Richard Mason. Bij zijn terugkomst blijkt Rochester  Mason te kennen en hem totaal niet te mogen; desalniettemin geeft hij hem onderdak. Dezelfde nacht wordt Mason aangevallen door een geheimzinnig wezen en ernstig verwond. 
Jane moet tijdelijk terug naar haar tante Mrs. Reed, die op sterven ligt en naar haar gevraagd heeft. Haar tante biecht haar op dat ze Jane onrecht heeft aangedaan door Janes oom, John Eyre, te schrijven dat Jane overleden is.  Als Jane na een maand terugkeert naar Thornfield Hall lijkt het personeel te denken dat Blanche Ingram Rochesters bruid wordt. Jane geeft Rochester te kennen dat het beter is dat  Adèle en zij na het huwelijk Thornfield Hall verlaten. Rochester spreekt dit tegen, verklaart Jane zijn liefde en vraagt haar ten huwelijk. Ze zegt ja, de bezwaren van de omgeving over het stands- en leeftijdsverschil negerend.  Jane schrijft intussen aan  haar oom dat ze nog leeft en op punt van trouwen staat. De huwelijksvoltrekking in de kerk wordt op het laatste moment verhinderd door Richard Mason die van John Eyre over het voorgenomen huwelijk gehoord heeft. Mason levert het bewijs dat Rochester al eerder is getrouwd, met zijn zuster Bertha Mason. Deze vrouw van half-Caraïbische afkomst blijkt waanzinnig te zijn en opgesloten te zitten in een kamer in Thornfield Hall. Zij was het geheimzinnige wezen dat haar broer ernstig verwond had en brand gesticht had in de kamer van Rochester. Bij het huwelijk, dat in Jamaica werd gesloten, was zijn geldbeluste familie op de hoogte van haar geestelijke toestand, maar Rochester zelf niet.
Na het horen over dit eerdere huwelijk, verlaat Jane heimelijk Thornfield Hall en neemt de eerste de beste langeafstandskoets. Na betaling van haar laatste twintig shilling is de koetsier bereid haar mee te nemen tot een plaats genaamd Whitcross.  Dit blijkt echter niet veel meer te zijn dan een kruispunt van wegen. Zonder geld gaat zij te voet verder en na een paar dagen, aan het eind van haar krachten, klopt zij aan bij een een huis waarin dominee St. John Rivers gedurende de zomervakantie verblijft samen met zijn twee zusters. De zusters vangen Jane liefdevol op en geven haar onderdak tot het eind van de zomervakantie, wanneer St. John in zijn parochie een dorpsschool voor meisjes opricht. Hij vraagt Jane als hoofd en (enige) leerkracht, een aanbod dat zij met dank aanvaardt. Met veel plezier geeft ze les aan de boerendochters uit de streek. Na enige tijd ontdekt St. John tot zijn grote verrassing dat Jane een volle nicht van hem is. Namelijk, de notaris van hun wederzijdse oom, John Eyre, heeft bij hem geïnformeerd  naar de mogelijke verblijfplaats van Jane Eyre in verband met de uitvoering van John Eyres testament. Het blijkt dat John Eyre zijn nichtje Jane tot enige erfgename benoemd heeft en St. John en zijn twee zusters onterfd heeft. Jane deelt uit dankbaarheid en blijdschap over haar gevonden familie de erfenis met haar neef en nichten.
St. John wil zendeling worden en leert daarvoor Hindoestaans. Jane doet op zijn verzoek mee aan de taalstudie. St. John doet haar een huwelijksaanzoek, naar Janes gevoel meer om een assistente te krijgen dan een geliefde. Zij wil wel met hem meegaan, maar niet als zijn vrouw, omdat zij geen liefde voor hem voelt. Wanneer St. John haar dwingt tot een beslissing, hoort Jane in de verte haar naam roepen. Omdat haar brieven onbeantwoord bleven, haast zij zich naar Thornfield Hall, dat in vlammen blijkt te zijn opgegaan door toedoen van Bertha, Rochesters krankzinnige echtgenote. In een poging haar te redden heeft Rochester ernstige brandwonden opgelopen en is hij blind geworden.
Het laatste hoofdstuk begint met de dramatische woorden: Reader, I married him (Lezer, ik ben met hem getrouwd). Jane en Rochester leiden een gelukkig bestaan. Zij neemt de zorg op zich van Rochester en zorgt ervoor dat Adèle op een goede school terechtkomt. Uiteindelijk krijgt hij het zicht in een van zijn ogen gedeeltelijk terug, genoeg om zijn eerstgeboren zoon te kunnen zien.

## Vertalingen
Er bestaan naast een lastig te bepalen aantal bewerkingen ten minste negen vertalingen van Jane Eyre in het Nederlands. De vroegste vertaling is al twee jaar na het verschijnen van het origineel door een Nederlandse ondernemer uitgegeven.
1. Onbekende vertaler (1849)[1]
2. J. Kuylman (1914)
3. Clara Eggink (1941)[2]
4. M. Foeken-Visser (1946)
5. Elisabeth de Roos (1947)
6. Heleen Kost (1980)[3]
7. The Reader's Digest (vertaler onbekend) (1994)[4]
8. Akkie de Jong (1998)[5]
9. Babet Mossel (2014)[6]

## Adaptaties
Er zijn talloze bewerkingen van Jane Eyre gemaakt voor toneel, film en televisie. Vele artiesten, regisseurs en componisten hebben zich laten inspireren door dit verhaal, en schreven talloze filmscenario's, boeken en musicals. In 1996 werd een versie opgenomen, waarbij de rol van Jane werd vertolkt door Charlotte Gainsbourg en die van Rochester door William Hurt. Paul Gordon schreef een musical, die van december 2000 tot juni 2001 werd vertoond in het Brooks Atkinson Theatre in Manhattan. De Europese première vond plaats in Beveren-Waas, België op vrijdag 13 april 2007 in het Cultureel Centrum "Ter Vesten", geregisseerd door Ronny Verheyen.
Een recente tv-serie, geregisseerd door Susannah White, kwam uit in 2006. Hierin spelen onder meer Ruth Wilson, Toby Stephens en Christina Cole. Deze film is door de BBC als vierdelige miniserie uitgezonden. In 2011 is er weer een filmversie uitgebracht, ditmaal met Mia Wasikowska in de rol van Jane en Michael Fassbender als Mr. Rochester.
De roman Wide Sargasso Sea (1966) van Jean Rhys, eveneens erkend als hoogtepunt in de wereldliteratuur, is geschreven als de voorgeschiedenis van Jane Eyre. Het boek 'corrigeert' het bijna karikaturale beeld van hoofdpersoon Rochester, met zijn mannelijke trots en onbegrip voor de West-Indische sensualiteit. Hij vervreemdt van zijn vrouw (hier niet Bertha, maar Antoinette Cosway geheten) en al wat haar eigen is en veroorzaakt zo een identiteitscrisis bij haar. Rhys stelt daarmee de personages uit Jane Eyre psychologisch in een ander daglicht.

## Verfilmingen
Jane Eyre werd achttien keer verfilmd:
- in 1910 met Marie Eline en Gloria Gallop
- in 1914 met Ethel Grandin en Irving Cummings
- in 1914 met Lisbeth Blackstone en John Charles
- in 1915 met Herbert Barrington, Kate Bruce en Alan Hale
- in 1921 met Norman Trevor en Mabel Ballin
- in 1934 met Virginia Bruce en Colin Clive
- in 1944 met Joan Fontaine, Orson Welles, Margaret O'Brien, Agnes Moorehead, Peggy Ann Garner en Elizabeth Taylor
- in 1952 met Dilip Kumar en Madhubala (onder de titel Sangdil)
- in 1956 met Daphne Slater en Stanley Baker
- in 1961 met Sally Ann Howes
- in 1963 met Ann Bell en Richard Leech
- in 1970 met George C. Scott en Susannah York
- in 1973 met Sorcha Cusack
- in 1983 met Zelah Clarke en Timothy Dalton
- in 1996 met Charlotte Gainsbourg, Anna Paquin en William Hurt
- in 1997 met Samantha Morton en Ciarán Hinds
- in 2006 met Ruth Wilson, Toby Stephens en Anne Reid
- in 2011 met Mia Wasikowska, Michael Fassbender en Judi Dench